# Campeonato Paulista de Futebol Sub-17 de 2016
O Campeonato Paulista de Futebol Sub-17 de 2016, foi uma competição amadora organizada pela Federação Paulista de Futebol (FPF). Disputada entre 9 de abril a 26 de novembro. O São Paulo conquistou o vigésimo título da competição, o segundo em sequência, derrotando o Red Bull Brasil na final.

## Regulamento
O Campeonato Paulista Sub-17 foi disputado por 66 (sessenta e seis) clubes. Na primeira fase os clubes jogaram dentro dos respectivos grupos em turno e returno, classificando-se para a segunda fase os três melhores colocados em cada grupo e os 5 melhores quartos colocados. Na segunda fase os 32 (trinta e dois) clubes classificados se enfrentaram em turno e returno, divididos em 8 (oito) grupos com 4 (quatro) equipes cada, apenas o campeão e o vice avançaram para a próxima fase. A terceira fase contou com os 16 (dezesseis) clubes classificados da fase anterior, divididos em 4 (quatro) grupos de 4 (quatro) equipes cada, em turno e returno se classificando apenas o campeão e o vice de cada grupo. A partir da quarta fase, o torneio entrou no sistema eliminatório, os clubes disputaram confrontos de ida e volta e o time que tiver maior desempenho classificou-se para a fase seguinte. O mando de campo foi decido pela campanha das equipes em todas as fases, ou seja, computados os pontos desde a primeira fase.

### Critérios de desempate
Acontecendo igualdade no número de pontos entre dois ou mais clubes, aplicam-se sucessivamente, os seguintes critérios técnicos de desempate:
1. Maior número de vitórias;
2. Maior saldo de gols;
3. Maior número de gols marcados;
4. Menor número de cartões vermelhos recebidos;
5. Menor número de cartões amarelos recebidos;
6. Sorteio público na sede da FPF.

1º - Entende-se por melhor campanha, o maior número de pontos ganhos acumulados por determinado clube, seguindo, se necessário, a ordem de critérios de desempate, considerando-se todas as fases do torneio.

## Primeira fase
A primeira fase do torneio foi disputada pelos sessenta e seis clubes em turno e returno entre os dias 9 de abril a 9 de julho.

### Grupo 1
- 1. ^ O Bandeirante perdeu 4 pontos por infringir o artigo 214.
- 2. ^ O Assisense perdeu 2 pontos por infringir o artigo 214.

### Índice técnico
| Pos. | Clube            | %    | J  | V | E | D | GP | GC | SG | Pts |
| ---- | ---------------- | ---- | -- | - | - | - | -- | -- | -- | --- |
| 1    | EC Lemense       | 54,7 | 14 | 7 | 2 | 5 | 23 | 22 | +1 | 23  |
| 2    | Portuguesa       | 52,7 | 12 | 6 | 1 | 5 | 12 | 13 | -1 | 19  |
| 3    | Diadema          | 52,7 | 12 | 5 | 4 | 3 | 23 | 14 | +9 | 19  |
| 4    | São Bento        | 52,7 | 12 | 5 | 4 | 3 | 20 | 12 | +8 | 19  |
| 5    | Atibaia          | 50   | 12 | 5 | 3 | 4 | 26 | 21 | +5 | 18  |
| 6    | Tupã             | 47,6 | 14 | 6 | 2 | 6 | 28 | 23 | +4 | 20  |
| 7    | União Barbarense | 45,2 | 14 | 4 | 7 | 3 | 21 | 22 | -1 | 19  |
| 8    | José Bonifácio   | 41,6 | 12 | 4 | 3 | 5 | 16 | 16 | 0  | 15  |
| 9    | Santo André      | 38,8 | 12 | 4 | 2 | 6 | 18 | 14 | +4 | 14  |

## Segunda fase

### Grupo 10
A segunda fase do torneio foi disputada pelos trinta e dois clubes classificados da fase anterior em turno e returno entre os dias 30 de julho a 3 de setembro.
| Pos | Equipes         | Pts | J | V | E | D | GP | GC | SG  |
| --- | --------------- | --- | - | - | - | - | -- | -- | --- |
| 1º  | São Paulo       | 13  | 6 | 4 | 1 | 1 | 15 | 3  | +12 |
| 2º  | Taubaté         | 9   | 6 | 2 | 3 | 1 | 7  | 6  | +1  |
| 3º  | Atibaia         | 7   | 6 | 2 | 1 | 3 | 8  | 14 | -6  |
| 4º  | Grêmio Prudente | 3   | 6 | 1 | 0 | 5 | 4  | 11 | -7  |

|                 | GDP | SAO | TAU | ATI |
| --------------- | --- | --- | --- | --- |
| Grêmio Prudente | —   | 0–2 | 1–1 | 2–1 |
| São Paulo       | 2–0 | —   | 0–0 | 6–0 |
| Taubaté         | 3–0 | 2–1 | —   | 1–1 |
| Atibaia         | 2–1 | 1–4 | 3–0 | —   |

### Grupo 11
| Pos | Equipes     | Pts | J | V | E | D | GP | GC | SG  |
| --- | ----------- | --- | - | - | - | - | -- | -- | --- |
| 1º  | Corinthians | 15  | 6 | 5 | 0 | 1 | 11 | 5  | +6  |
| 2º  | Santos      | 12  | 6 | 4 | 0 | 2 | 19 | 7  | +12 |
| 3º  | Mirassol    | 7   | 6 | 2 | 1 | 3 | 8  | 13 | -5  |
| 4º  | Penapolense | 1   | 6 | 0 | 1 | 5 | 3  | 16 | -13 |

|             | COR | MIR | SAN | PEN |
| ----------- | --- | --- | --- | --- |
| Corinthians | —   | 0–1 | 3–1 | 2–0 |
| Mirassol    | 1–2 | —   | 1–2 | 1–1 |
| Santos      | 1–2 | 7–1 | —   | 6–0 |
| Penapolense | 1–2 | 1–3 | 0–2 | —   |

### Grupo 12
| Pos | Equipes          | Pts | J | V | E | D | GP | GC | SG  |
| --- | ---------------- | --- | - | - | - | - | -- | -- | --- |
| 1º  | Novorizontino    | 16  | 6 | 5 | 1 | 0 | 13 | 1  | +12 |
| 2º  | Red Bull Brasil  | 10  | 6 | 3 | 1 | 2 | 11 | 8  | +3  |
| 3º  | Inter de Limeira | 9   | 6 | 3 | 0 | 3 | 8  | 8  | 0   |
| 4º  | Flamengo-SP      | 0   | 6 | 0 | 0 | 6 | 0  | 15 | -15 |

|                  | NOV | RBB | FLA | INT |
| ---------------- | --- | --- | --- | --- |
| Novorizontino    | —   | 3–0 | 3–0 | 3–1 |
| Red Bull Brasil  | 0–0 | —   | 3–0 | 1–4 |
| Flamengo-SP      | 0–2 | 0–5 | —   | 0–1 |
| Inter de Limeira | 0–2 | 1–2 | 1–0 | —   |

### Grupo 13
| Pos | Equipes           | Pts | J | V | E | D | GP | GC | SG |
| --- | ----------------- | --- | - | - | - | - | -- | -- | -- |
| 1º  | Ponte Preta       | 11  | 6 | 3 | 2 | 1 | 9  | 3  | +6 |
| 2º  | Desportivo Brasil | 10  | 6 | 3 | 1 | 2 | 8  | 5  | +3 |
| 3º  | Osasco FC         | 9   | 6 | 3 | 0 | 3 | 4  | 8  | -4 |
| 4º  | América-SP        | 4   | 6 | 1 | 1 | 4 | 5  | 10 | -5 |

|                   | PPT | OSA | AME | DBR |
| ----------------- | --- | --- | --- | --- |
| Ponte Preta       | —   | 0–1 | 1–0 | 3–0 |
| Osasco            | 0–3 | —   | 0–1 | 1–0 |
| América-SP        | 2–2 | 1–2 | —   | 1–2 |
| Desportivo Brasil | 0–0 | 3–0 | 3–0 | —   |

### Grupo 14
| Pos | Equipes       | Pts | J | V | E | D | GP | GC | SG |
| --- | ------------- | --- | - | - | - | - | -- | -- | -- |
| 1º  | Rio Branco-SP | 11  | 6 | 3 | 2 | 1 | 8  | 3  | +5 |
| 2º  | Guarani       | 9   | 6 | 2 | 3 | 1 | 6  | 3  | +3 |
| 3º  | São Caetano   | 8   | 6 | 1 | 5 | 0 | 4  | 3  | +1 |
| 4º  | São Bento     | 2   | 6 | 0 | 2 | 4 | 4  | 13 | -9 |

|               | GUA | RBR | SCA | SBE |
| ------------- | --- | --- | --- | --- |
| Guarani       | —   | 1–2 | 0–0 | 1–1 |
| Rio Branco-SP | 0–2 | —   | 0–0 | 2–0 |
| São Caetano   | 0–0 | 0–0 | —   | 2–1 |
| São Bento     | 0–2 | 0–4 | 2–2 | —   |

### Grupo 15
| Pos | Equipes     | Pts | J | V | E | D | GP | GC | SG |
| --- | ----------- | --- | - | - | - | - | -- | -- | -- |
| 1º  | Diadema     | 13  | 6 | 4 | 1 | 1 | 12 | 6  | +6 |
| 2º  | Juventus-SP | 10  | 6 | 3 | 1 | 2 | 9  | 11 | -2 |
| 3º  | Palmeiras   | 9   | 6 | 3 | 0 | 3 | 12 | 8  | +4 |
| 4º  | Botafogo-SP | 2   | 6 | 0 | 2 | 4 | 4  | 12 | -8 |

|             | PAL | BOT | JUV | DIA |
| ----------- | --- | --- | --- | --- |
| Palmeiras   | —   | 4–1 | 2–0 | 0–1 |
| Botafogo    | 0–2 | —   | 1–2 | 1–1 |
| Juventus-SP | 3–2 | 1–1 | —   | 1–4 |
| Diadema     | 3–2 | 2–0 | 1–2 | —   |

### Grupo 16
| Pos | Equipes     | Pts | J | V | E | D | GP | GC | SG |
| --- | ----------- | --- | - | - | - | - | -- | -- | -- |
| 1º  | Ituano      | 11  | 6 | 3 | 2 | 1 | 9  | 5  | +4 |
| 2º  | Portuguesa  | 8   | 6 | 2 | 2 | 2 | 7  | 4  | +3 |
| 3º  | Mauaense    | 8   | 6 | 2 | 2 | 2 | 4  | 5  | -1 |
| 4º  | Ferroviária | 5   | 6 | 1 | 2 | 3 | 5  | 11 | -6 |

|                 | FER | ITU | MAU | POR |
| --------------- | --- | --- | --- | --- |
| Ferroviária     | —   | 2–4 | 1–2 | 1–0 |
| Ituano          | 1–1 | —   | 0–1 | 0–0 |
| Grêmio Mauaense | 0–0 | 0–2 | —   | 1–1 |
| Portuguesa      | 4–0 | 1–2 | 1–0 | —   |

### Grupo 17
| Pos | Equipes            | Pts | J | V | E | D | GP | GC | SG  |
| --- | ------------------ | --- | - | - | - | - | -- | -- | --- |
| 1º  | Água Santa         | 12  | 6 | 3 | 3 | 0 | 12 | 4  | +8  |
| 2º  | EC Lemense         | 11  | 6 | 3 | 2 | 1 | 10 | 6  | +4  |
| 3º  | Atlético Araçatuba | 7   | 6 | 2 | 1 | 3 | 7  | 9  | -2  |
| 4º  | Noroeste           | 2   | 6 | 0 | 2 | 4 | 7  | 17 | -10 |

|                    | AGU | AEA | NOR | LEM |
| ------------------ | --- | --- | --- | --- |
| Água Santa         | —   | 1–1 | 7–1 | 2–1 |
| Atlético Araçatuba | 0–1 | —   | 2–1 | 0–3 |
| Noroeste           | 0–0 | 2–4 | —   | 0–1 |
| Lemense            | 1–1 | 1–0 | 3–3 | —   |

## Terceira fase
A terceira fase do torneio foi disputada pelos dezesseis clubes classificados em turno e returno entre os dias 10 de setembro a 15 de outubro.

### Grupo 18
| Pos | Equipes       | Pts | J | V | E | D | GP | GC | SG  |
| --- | ------------- | --- | - | - | - | - | -- | -- | --- |
| 1º  | São Paulo     | 11  | 6 | 3 | 2 | 1 | 21 | 6  | +15 |
| 2º  | Santos        | 11  | 6 | 3 | 2 | 1 | 9  | 5  | +4  |
| 3º  | Juventus-SP   | 10  | 6 | 3 | 1 | 2 | 9  | 17 | -8  |
| 4º  | Rio Branco-SP | 1   | 6 | 0 | 1 | 5 | 3  | 14 | -11 |

|               | SAO | RBR | SAN | JUV |
| ------------- | --- | --- | --- | --- |
| São Paulo     | —   | 5–0 | 1–1 | 9–0 |
| Rio Branco-SP | 1–1 | —   | 0–1 | 0–2 |
| Santos        | 2–0 | 3–1 | —   | 1–1 |
| Juventus-SP   | 2–5 | 2–1 | 2–1 | —   |

### Grupo 19
| Pos | Equipes     | Pts | J | V | E | D | GP | GC | SG |
| --- | ----------- | --- | - | - | - | - | -- | -- | -- |
| 1º  | Diadema     | 10  | 6 | 3 | 1 | 2 | 6  | 4  | +2 |
| 2º  | Taubaté     | 10  | 6 | 3 | 1 | 2 | 6  | 4  | +2 |
| 3º  | Corinthians | 10  | 6 | 3 | 1 | 2 | 6  | 6  | 0  |
| 4º  | Guarani     | 4   | 6 | 1 | 1 | 4 | 1  | 5  | -4 |

|             | COR | DIA | TAU | GUA |
| ----------- | --- | --- | --- | --- |
| Corinthians | —   | 2–0 | 1–1 | 1–0 |
| Diadema     | 3–0 | —   | 1–0 | 1–0 |
| Taubaté     | 1–2 | 1–0 | —   | 2–0 |
| Guarani     | 1–0 | 1–1 | 0–1 | —   |

### Grupo 20
| Pos | Equipes           | Pts | J | V | E | D | GP | GC | SG |
| --- | ----------------- | --- | - | - | - | - | -- | -- | -- |
| 1º  | Novorizontino     | 11  | 6 | 3 | 2 | 1 | 8  | 8  | 0  |
| 2º  | Desportivo Brasil | 10  | 6 | 3 | 1 | 2 | 10 | 3  | +7 |
| 3º  | EC Lemense        | 7   | 6 | 2 | 1 | 3 | 7  | 8  | -1 |
| 4º  | Ituano            | 5   | 6 | 1 | 2 | 2 | 6  | 12 | -6 |

|                   | NOV | ITU | DBR | LEM |
| ----------------- | --- | --- | --- | --- |
| Novorizontino     | —   | 1–1 | 0–4 | 3–1 |
| Ituano            | 1–2 | —   | 1–4 | 2–1 |
| Desportivo Brasil | 1–1 | 3–0 | —   | 1–3 |
| Lemense           | 0–1 | 1–1 | 1–0 | —   |

### Grupo 21
| Pos | Equipes         | Pts | J | V | E | D | GP | GC | SG |
| --- | --------------- | --- | - | - | - | - | -- | -- | -- |
| 1º  | Red Bull Brasil | 8   | 6 | 2 | 2 | 2 | 4  | 1  | +1 |
| 2º  | Portuguesa      | 8   | 6 | 2 | 2 | 2 | 4  | 3  | 0  |
| 3º  | Água Santa      | 8   | 6 | 2 | 2 | 2 | ?  | ?  | 0  |
| 4º  | Ponte Preta     | 8   | 6 | 2 | 2 | 2 | 9  | 10 | -1 |

|                 | PPT | AGU | RBR | POR |
| --------------- | --- | --- | --- | --- |
| Ponte Preta     | —   | 1–1 | 2–4 | 2–1 |
| Água Santa      | 2–1 | —   | 0–2 | 0–1 |
| Red Bull Brasil | 0–1 | 0–0 | —   | 0–1 |
| Portuguesa      | 2–2 | 0–2 | 1–1 | —   |

## Fase final
Em itálico, os times que possuem o mando de campo no primeiro jogo do confronto e em negrito os times classificados.
|  | Quartas de final   | Quartas de final   | Quartas de final   | Quartas de final   |   |           | Semifinais         | Semifinais         | Semifinais         | Semifinais         |  |           | Final               | Final               | Final               | Final               |  |  |
|  | 22 e 29 de outubro | 22 e 29 de outubro | 22 e 29 de outubro | 22 e 29 de outubro |   |           | 5 e 12 de novembro | 5 e 12 de novembro | 5 e 12 de novembro | 5 e 12 de novembro |  |           | 19 e 26 de novembro | 19 e 26 de novembro | 19 e 26 de novembro | 19 e 26 de novembro |  |  |
|  |                    |                    |                    |                    |   |           |                    |                    |                    |                    |  |           |                     |                     |                     |                     |  |  |
|  | São Paulo          | 5                  | 5                  | 10                 |   |           |                    |                    |                    |                    |  |           |                     |                     |                     |                     |  |  |
|  | Desportivo Brasil  | 1                  | 0                  | 1                  |   |           |                    |                    |                    |                    |  |           |                     |                     |                     |                     |  |  |
|  | Desportivo Brasil  | 1                  | 0                  | 1                  |   | São Paulo | 1                  | 4                  | 5                  |                    |  |           |                     |                     |                     |                     |  |  |
|  |                    |                    |                    |                    |   | São Paulo | 1                  | 4                  | 5                  |                    |  |           |                     |                     |                     |                     |  |  |
|  |                    | Diadema            | 0                  | 3                  | 3 |           |                    |                    |                    |                    |  |           |                     |                     |                     |                     |  |  |
|  | Diadema (mc)       | Diadema            | 0                  | 3                  | 3 | 0         | 1                  | 1                  |                    |                    |  |           |                     |                     |                     |                     |  |  |
|  | Diadema (mc)       |                    |                    |                    |   | 0         | 1                  | 1                  |                    |                    |  |           |                     |                     |                     |                     |  |  |
|  | Portuguesa         | 0                  | 1                  | 1                  |   |           |                    |                    |                    |                    |  |           |                     |                     |                     |                     |  |  |
|  | Portuguesa         | 0                  | 1                  | 1                  |   |           |                    |                    |                    |                    |  | São Paulo | 4                   | 2                   | 6                   |                     |  |  |
|  |                    |                    |                    |                    |   |           |                    |                    |                    |                    |  | São Paulo | 4                   | 2                   | 6                   |                     |  |  |
|  |                    | Red Bull Brasil    | 1                  | 2                  | 3 |           |                    |                    |                    |                    |  |           |                     |                     |                     |                     |  |  |
|  | Novorizontino      | Red Bull Brasil    | 1                  | 2                  | 3 | 1         | 0                  | 1                  |                    |                    |  |           |                     |                     |                     |                     |  |  |
|  | Novorizontino      |                    |                    |                    |   | 1         | 0                  | 1                  |                    |                    |  |           |                     |                     |                     |                     |  |  |
|  | Santos             | 2                  | 1                  | 3                  |   |           |                    |                    |                    |                    |  |           |                     |                     |                     |                     |  |  |
|  | Santos             | 2                  | 1                  | 3                  |   | Santos    | 1                  | 2                  | 3                  |                    |  |           |                     |                     |                     |                     |  |  |
|  |                    |                    |                    |                    |   | Santos    | 1                  | 2                  | 3                  |                    |  |           |                     |                     |                     |                     |  |  |
|  |                    | Red Bull Brasil    | 3                  | 1                  | 4 |           |                    |                    |                    |                    |  |           |                     |                     |                     |                     |  |  |
|  | Red Bull Brasil    | Red Bull Brasil    | 3                  | 1                  | 4 | 1         | 3                  | 4                  |                    |                    |  |           |                     |                     |                     |                     |  |  |
|  | Red Bull Brasil    |                    |                    |                    |   | 1         | 3                  | 4                  |                    |                    |  |           |                     |                     |                     |                     |  |  |
|  | Taubaté            | 0                  | 2                  | 2                  |   |           |                    |                    |                    |                    |  |           |                     |                     |                     |                     |  |  |

### Quartas-de-final
São Paulo x Desportivo Brasil
| 22 de outubro | Desportivo Brasil | 1 – 5     | São Paulo                                                           | CT Desportivo Brasil, Porto Feliz  |
| 11:00         | João 16'          | Relatório | Marquinhos 36' · Gabriel Novaes 41' , 55' · Gabriel 44' · Diego 58' | Árbitro: SP Jefferson Dutra Giroto |

| 29 de outubro | São Paulo                                                   | 5 – 0     | Desportivo Brasil | CT Laudo Natel, Cotia                       |
| 11:00         | Igor 21' , 63' · Rodrigo 33' · Marquinhos 35' · Brenner 80' | Relatório |                   | Árbitro: SP Anderson Fernando Diniz de Lira |

Diadema x Portuguesa
| 26 de outubro | Portuguesa | 0 – 0     | Diadema | Canindé, São Paulo        |
| 11:00         |            | Relatório |         | Árbitro: SP Luciano Silva |

| 29 de outubro | Diadema    | 1 – 1     | Portuguesa    | Giglio Portugal Pichinin, São Bernardo do Campo |
| 11:00         | Wesley 45' | Relatório | Guilherme 24' | Árbitro: SP André Luiz Ribeiro Cozzi            |

Novorizontino x Santos
| 22 de outubro | Santos                  | 2 – 1     | Novorizontino       | CT Rei Pelé, Santos                     |
| 11:00         | Anderson Lima 60' , 68' | Relatório | Rodrigo Antonio 72' | Árbitro: SP José Luiz Aparecido Miranda |

| 29 de outubro | Novorizontino | 0 – 1     | Santos        | Dr. Jorge Ismael de Biasi, Novo Horizonte |
| 11:00         |               | Relatório | Alexandre 24' | Árbitro: SP João Vitor Gobi               |

Red Bull Brasil x Taubaté
| 22 de outubro | Taubaté | 0 – 1     | Red Bull Brasil | ADC Volkswagem Clube, Taubaté         |
| 11:00         |         | Relatório | Danilo 13'      | Árbitro: SP Leonardo de Jesus Sampaio |

| 29 de outubro | Red Bull Brasil                               | 3 – 2     | Taubaté                 | CT Red Bull Brasil, Jarinu              |
| 11:00         | Danilo 31' · Gabriel Bocchio 66' · Wagner 69' | Relatório | Bruno 37' · Gabryel 45' | Árbitro: SP José Luiz Aparecido Miranda |

### Semifinais
São Paulo x Diadema
| 5 de novembro | Diadema | 0 – 1     | São Paulo       | Giglio Portugal Pichinin, São Bernardo do Campo |
| 11:00         |         | Relatório | João Kiefer 80' | Árbitro: SP Saulo Samuel Muniz Felix            |

| 12 de novembro | São Paulo                                         | 4 – 3     | Diadema                                     | CT Laudo Natel, Cotia                 |
| 11:00          | Igor 31' · Gabriel Novaes 43' , 77' · Rodrigo 49' | Relatório | Wesley 36' · Penápolis 57' · Vinicius 90+1' | Árbitro: SP Leonardo de Jesus Sampaio |

Santos x Red Bull Brasil
| 5 de novembro | Red Bull Brasil                          | 3 – 1     | Santos              | CT Red Bull Brasil, Jarinu                  |
| 11:00         | João Victor 23' · Lucas 52' · Danilo 77' | Relatório | Bruno Pelegrini 42' | Árbitro: SP Anderson Fernando Diniz de Lira |

| 12 de novembro | Santos                              | 2 – 1     | Red Bull Brasil     | CT Rei Pelé, Santos                 |
| 11:00          | Francisco Anderson 12' · Wagner 65' | Relatório | Gabriel Bocchio 10' | Árbitro: SP Willer Fulgêncio Santos |

### Final
Jogo de ida
| 19 de novembro | Red Bull Brasil | 1 – 4     | São Paulo                                          | CT Red Bull Brasil, Jarinu                  |
| 11:00          | Wagner 50'      | Relatório | Marquinhos 1' , 57' , 90+2' · Gabriel Novaes 45+1' | Árbitro: SP Anderson Fernando Diniz de Lira |

Jogo de volta
| 26 de novembro | São Paulo             | 2 – 2     | Red Bull Brasil           | CT Laudo Natel, Cotia               |
| 11:00          | Luan 39' · Miguel 65' | Relatório | Gabriel Bocchio 19' , 54' | Árbitro: SP Willer Fulgêncio Santos |

## Premiação
| Campeonato Paulista de Futebol Sub-17 de 2016 |
| --------------------------------------------- |
| São Paulo Campeão (20º título)                |